# Жан-Мишел Каре
Жан-Мишел Каре (на френски: Jean-Michel Carré) е френски кинематографист, роден в Париж на 26 юли 1948 г.
Занимава се с документално кино, като е частично/изцяло автор (режисьор, оператор, сценарист, режисьор) на редица документални филми. Сред най-известните му разследвания е „Курск: Подводница в мътни води“, представящ алтернативна на официалната руска версия за потъването на руската ядрена подводница „Курск“.
Собственик и управляващ директор на компанията Les Films Grain de Sable.